# ANZAC

Ausztrália zászlaja

Új-Zéland zászlaja

Az ANZAC az ausztrál és az új-zélandi hadseregek egységeiből álló katonai erő megjelölésére használt rövidítés.
Az "Australian and New Zealand Army Corps" nevet eredetileg az ausztrál-új-zélandi hadtest kapta, amelyet röviddel az első világháború kitörése után hoztak létre és amely Gallipoli-nál partra szállva harcolt a török csapatok ellen. Az első ANZAC hadtest az ausztrál birodalmi hadsereg hat gyalogsági hadosztályból és öt könnyű lovasdandárból állt. Feladata a brit birodalmi érdekek megvédése volt. Ehhez hasonlóan az új-zélandiak egy gyalogsági hadosztályt és egy lovas lövészdandárt bocsátottak rendelkezésre, amelyek az ausztrál erőkkel együtt harcoltak. Az ANZAC egységei az antant oldalán küzdöttek és részt vettek a Dardanellák ostromában. Ezt az alakulatot 1916-ban feloszlatták, de a nevet tovább viselte számos, ausztrál-új-zélandi alakulat, jelen voltak a nyugati front és a palesztinai front csatáiban is.
A háború végére az ANZAC már szinte önálló haderő volt, saját orvosi és állatorvosi ellátással, valamint számos, különböző típusú egységgel. A kifejezést használták a második világháború alatt is, amelyben szintén részt vettek ausztrál és új-zélandi csapatok a szövetségesek oldalán, illetve a vietnámi háború során is az ausztrál és új-zélandi katonákból összeállított ezredek megjelölésére.
Az első ANZAC hadtest halottainak emlékére ünneplik minden évben az ANZAC-napot, amelyet mindkét országban április 25-én, a gallipoli partraszállás napján tartanak (a partraszállás helyét pedig ANZAC-öbölnek hívják).

## Története

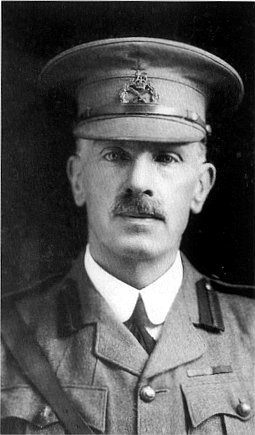
Throsby Bridges

Röviddel az első világháború kitörése után Ausztrália és Új-Zéland felajánlották, hogy szükség esetén katonai segítséget nyújtanak a Brit Birodalom részére. A brit kormány örömmel fogadta a kezdeményezést és az első egységek már 1914 augusztusában megkezdték a mozgósítást. A 8000 főből álló új-zélandi expedíciós erők 1914 októberében érkeztek Ausztráliába. Az ausztrál csapatok ekkor az 1. ausztrál gyalogsági hadosztályból és három könnyű lovasdandárból álltak. Ezek műszaki, tüzér, egészségügyi és egyéb egységekkel is rendelkeztek. A szervezőmunkát ausztrál részről, a korábbi vezérkari főnök, William Throsby Bridges vezérőrnagy végezte. Throsby emellett ellátta az 1. ausztrál hadosztály parancsnoki feladatait is. Bár Throsby elméleti beállítottságú, esetlen és rendkívül népszerűtlen vezető volt, sikeresen létrehozott egy modern haderőt a lelkes, de fegyelmezetlen katonákból. 1914. november 1-jén az első ANZAC kontingens elhagyta Ausztráliát. Úticélja Nagy-Britannia volt a Szuezi-csatornán keresztül. Egy nappal később azonban az Oszmán Birodalom belépett a háborúba a központi hatalmak oldalán, így felmerült a kontingens Közel-Keleten történő bevetésének lehetősége.

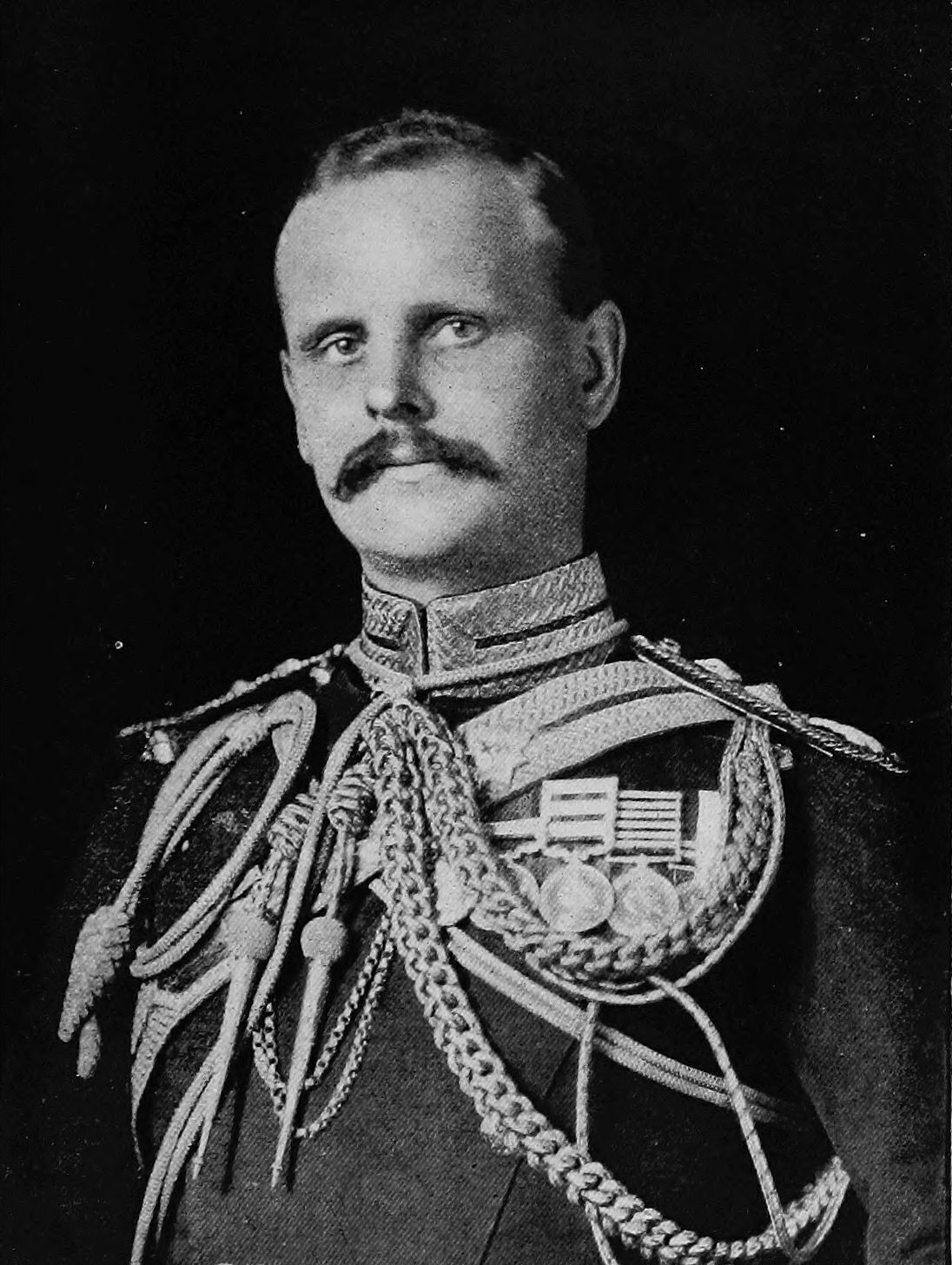
Birdwood

Aden elhagyása után Throsby parancsot kapott a Port Szaídban való partraszállásra. December elejére így a teljes haderő a Kairó környékén található kiképző táborokban tartózkodott. Herbert Kitchener William Birdwood brit vezérőrnagyot nevezte ki, hogy az újonnan érkező csapatokat beillessze az ANZAC kötelébe. A hadsereg főhadiszállását brit mintára alakították ki és ez nem is változott a háború során, bár szinte az összes beosztott egység az ausztrál kontinensről érkezett. Birdwood brit tisztként szinte a teljes szolgálati idejét Indiában töltötte. Az arisztokratikus angol tisztek iránti bizalmatlanság ellenére egyenességével, személyes bátorságával és megnyerő modorával sikerült elnyernie mind az ausztrál, mind az új-zélandi katonák bizalmát. Birdwood a következő hónapokban intenzív kiképzésnek vetette alá az ANZAC egységeit, amelyek lelkesedését felkeltette az, hogy 1915 februárjában (ha kisebb mértékben is) szerepet játszottak a Szuezi-csatorna ellen intézett török támadás visszaverésében.

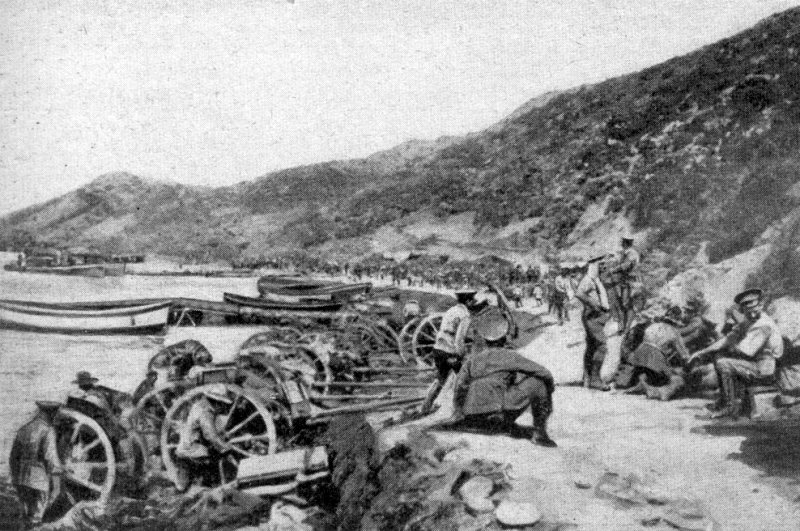
Az ANZAC csapatai a Gallipoli félszigeten

Az első komolyabb bevetésre 1915 áprilisában került sor, amikor az 1. ausztrál és új-zélandi hadosztály a Gallipoli félszigeten szállt partra. A csapatok nagy lendülettel nyomultak előre a partraszállás helyétől a közelben található hegygerincig, azonban a vezetőik képességei nem vette fel a versenyt a lelkesedésükkel. Nehézségek merültek fel a támadások irányítását, a csapatok ellátását illetően, valamint az oszmán csapatok is vártnál jóval szívósabb ellenállást tanúsítottak. Ennek következtében a hadjárat végül sikertelen maradt és az ANZAC erői csak egy sekély hídfőállást tudtak kiépíteni, ahonnan 1916 januárjában evakuálták őket. A Dardanellák ostromában az ANZAC 35 ezer fő feletti veszteséget szenvedett. Egyiptomban mintegy 40 ezer főnyi tartalékkal rendelkeztek és további 50 ezer katona érkezése volt várható a közeljövőben. Ebből az emberanyagból három új ausztrál hadosztályt állítottak fel, valamint létrehozták a 2. ANZAC alakulatát. A csapatok új bevetési helyének a nyugati frontot választották.

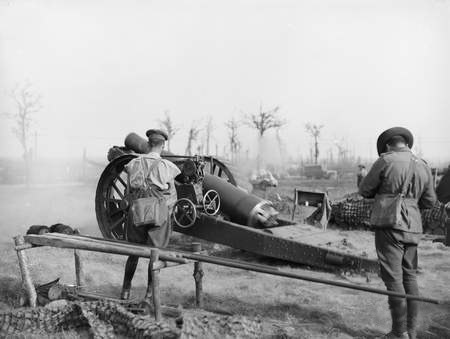
Az ANZAC katonái a nyugati fronton

1916 márciusában az 1. ANZAC, három hónappal később pedig a testvéralakulata érkezett meg Franciaországba. A csapatok akklimatizálódása érdekében először a nyugati front békésebb szakaszain vetették be a katonákat. Ennek a viszonylagos békének azonban hamarosan vége lett. 1916 nyarán az ANZAC csapatai is részt vettek a somme-i csatában. 1916 júliusának végén és augusztus elején az 1. ANZAC alakulata a Pozières-magaslatért vívott csatában 23 ezer főt vesztett. Az 5. ausztrál hadosztály veszteségei pedig a fromelles-i csatában 24 óra leforgása alatt meghaladták az 5000 főt. Az ANZAC egységei ezt követően is jelentősen hozzájárultak az antant erőfeszítéseihez. Harcoltak a Hindenburg-vonal menti összecsapásokban, részt vettek a második messines-i csatában, a harmadik ypres-i és a Belleau Wood-i csatákban. Emellett megpróbálták a németek által indított tavaszi offenzívát megállítani. A nagy áldozatok ellenére mind Ausztrália, mind Új-Zéland továbbra is támogatta és ellátta a közös hadsereg erőit. Az ANZAC lovassága pedig a Közel-Keleten járult hozzá az antant küzdelmeihez. Ezek a palesztinai fronton harcoló egységek Edmund Allenby tábornok parancsnoksága alatt harcoltak. Többek között részt vettek a bersebai csatában, valamint a 3. ausztrál könnyű lovasdandár révén segítettek Damaszkusz elfoglalásában is (1918. szeptember 30-án léptek be a városba).
Bár az ANZAC elsősorban az első világháborúhoz kötődik, ezt a kifejezést használták a második világháború alatt is, amelyben szintén részt vettek ausztrál és új-zélandi csapatok a szövetségesek oldalán. Az új alakulatot a Marita hadművelet (Görögország német megszállása 1941-ben) során állították fel. Emellett a vietnámi háborúban is szolgált egy ANZAC zászlóalj.

## ANZAC-nap

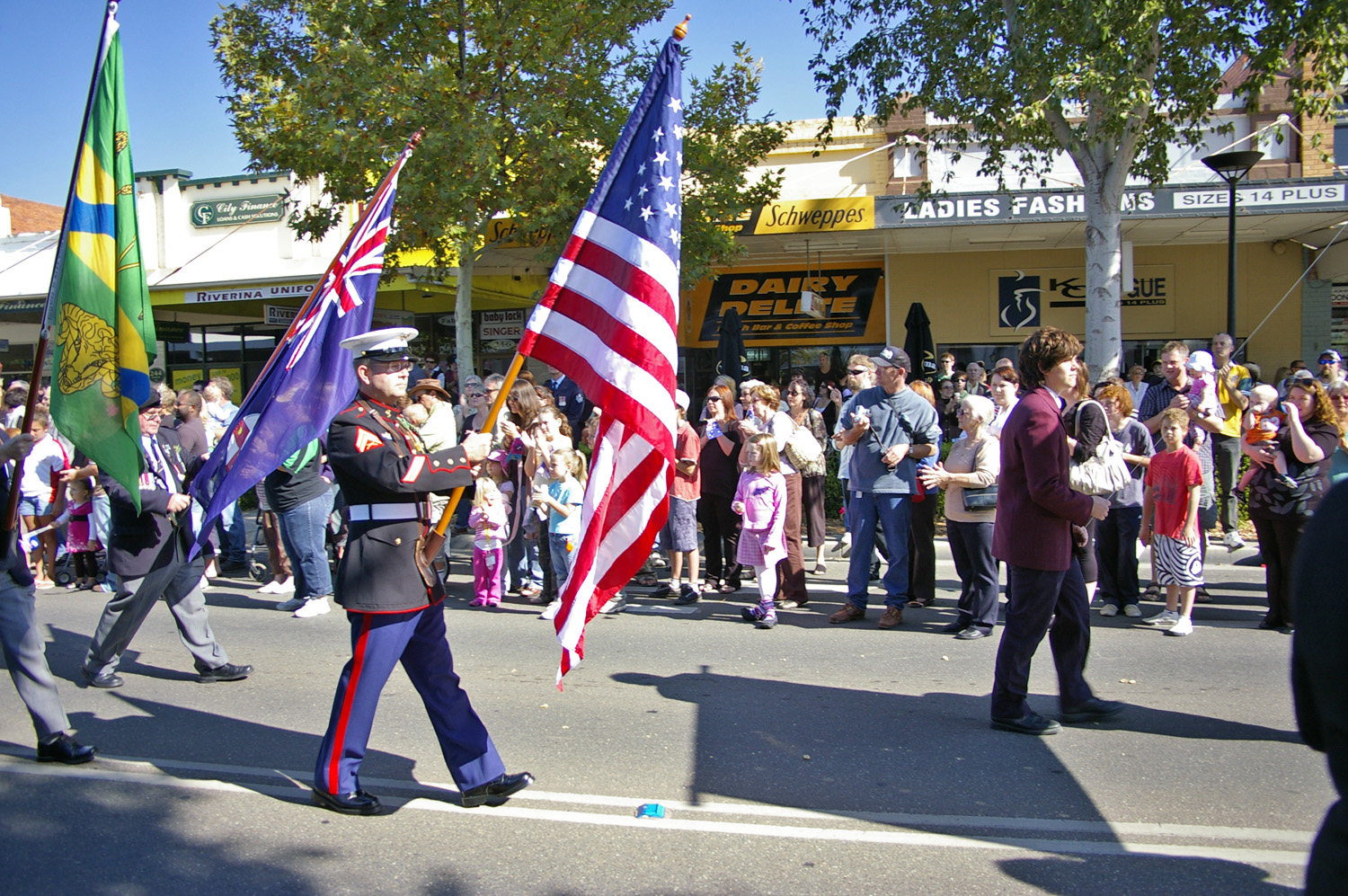
ANZAC-napi felvonulás 2008-ban (Új-Dél-Wales)

Az ANZAC-napot április 25-én tartják a háborúkban elesett ausztrál és új-zélandi katonák emlékére, valamint a hazatérők tiszteletére. Ezen a napon szálltak partra az ANZAC csapatok a Gallipoli félszigeten 1915-ben. A Dardanellák ostroma során 87 ezer török és 44 ezer antant katona vesztette életét. Utóbbiból 8 500 fő ausztrál és 2 721 új-zélandi volt. A megemlékezésekre először 1916-ban került sor, azóta azonban az ANZAC-nap számos változáson ment keresztül. Leginkább háborús emlékműveknél tartják, de a külföldön élő, tartózkodó emberek is megemlékeznek az egykori hősökről.
A ceremónia két részből áll. Először a hazatért veteránok a hajnal beállta előtt, a helyi közösség kíséretében, kivonulnak a helyi háborús emlékműhöz, ahol rövid istentiszteletet tartanak. Az imák és egyházi énekek (köztük a Recessional vagy a Lest we forget) után Laurence Binyon az elesettek emlékére írt versének (For the Fallen) negyedik versszaka következik. Ezt a kürttel előadott utolsó takarodó követi, majd egy egyperces néma tiszteletadás következik. Ezt egy rövid beszéd megtartása után a Recessional című egyházi ének, egy ima, majd a nemzeti himnusz eléneklése követi. A reggel során pedig a kitüntetéseiket viselő, díszegyenruhába öltözött veteránok katonai parádéja következik. Ezen részt vesznek kadétok, más fegyveres erők, a Nemzetközi Vöröskereszt és a helyi közösség tagjai is. A veteránok és az őket követők kivonulnak a helyi háborús emlékműhöz, ahol egy újabb istentiszteletet tartanak. Ezt koszorúzás és beszéd követi. A második megemlékezés az, amely inkább a közösségnek szól. Ezt követően a veteránok többsége visszavonul a helyi Visszatérő és Szolgálati Egyesület (Returned and Services' Association) klubjába, vagy hotelébe, ahol egy kávé, vagy egy rum kíséretében kipihenik a fáradalmakat. A nap vége a visszavonulási ceremóniával zárul.

## ANZAC-öböl
A Gallipoli-félsziget egyik névtelen kis öblét nevezték ANZAC-öbölnek, miután itt szálltak partra az ANZAC hadtest katonái 1915. április 25-én. A nevet a török kormányt 1985-ben hivatalosan is elismerte. Az öböl térségében ma számos katonai temető, illetve emlékhely található, minden évben az ANZAC-napon megemlékezést tartanak.

## ANZAC-híd
Sydney-ben található az ANZAC-híd, amely az ausztrál-új-zélandi szolidaritás és katonai együttműködés szimbóluma.